# Lorne Balfe
Lorne Balfe (n. Inverness; 23 de febrero de 1976) es un compositor y productor musical británico. Es conocido por haber puesto música a películas, series o videojuegos tales como Misión Imposible: Fallout, Top Gun: Maverick, Viuda negra, Ad Astra, The Crown, La materia oscura, Genius: Picasso, Genius: Einstein, Call of Duty: Modern Warfare 2, Assassin's Creed III y  Revelations.
Ha colaborado durante años con su mentor Hans Zimmer en Remote Control Productions. En sus inicios, compuso bajo el seudónimo de Oswin Mackintosh.

## Discografía
| Año  | Título                                          | Director(es) | Estudio(s)                                                                                       | Notas |
| ---- | ----------------------------------------------- | --- | ------------------------------------------------------------------------------------------------ | --- |
| 2009 | Crying with Laughter                            | Justin Molonitkov                                                                                                | Cinetic Rights Management                                                                        | — |
| 2009 | Call Of Duty: Modern Warfare 2                  | Jason West | Activision                                                                                       | Tema principal de Hans Zimmer |
| 2010 | Megamind                                        | Tom McGrath | Paramount Pictures DreamWorks Animation Pacific Data Images                                      | Con Hans Zimmer |
| 2011 | The Dilemma                                     | Ron Howard | Universal Pictures Imagine Entertainment Spyglass Entertainment                                  | Con Hans Zimmer |
| 2011 | Ironclad                                        | Jonathan English                                                                                                 | Arc Entertainment                                                                                | — |
| 2011 | Crysis 2                                        | Cevat Yerli | Crytek Frankfurt Electronic Arts                                                                 | Con Hans Zimmer, Borislav Slavov y Tilman Sillescu                                                                                            |
| 2011 | Skylanders: Spyro's Adventure                   | — | Activision                                                                                       | Tema principal de Hans Zimmer; Música adicional de Andrew Kawczynski y Pete Adams                                                             |
| 2011 | Assassin's Creed: Revelations                   | Alexandre Amancio                                                                                                | Ubisoft                                                                                          | Con Jesper Kyd; Música adicional de Andrew Kawczynski y Steve Mazzaro                                                                         |
| 2012 | The Sweeney                                     | Nick Love | Entertainment One                                                                                | — |
| 2012 | Skylanders: Giants                              | — | Activision                                                                                       | Música adicional por Dave Fleming, Andrew Kawczynski y Jasha Klebe                                                                            |
| 2012 | Assassin's Creed III                            | Alex Hutchinson                                                                                                  | Ubisoft                                                                                          | Música adicional por Max Aruj, Dave Fleming, Andrew Kawczynski, Jasha Klebe y Steve Mazzaro                                                   |
| 2013 | Magpie                                          | Marc Price | Mitchell-Brunt Films                                                                             | — |
| 2013 | The Frozen Ground                               | Scott Walker | Lionsgate                                                                                        | — |
| 2013 | Red Wing                                        | Will Wallace | Hammond Entertainment                                                                            | — |
| 2013 | Side by Side                                    | Arthur Landon | Newtide Films                                                                                    | — |
| 2013 | Not Another Happy Ending                        | John McKay | British Film Company                                                                             | — |
| 2013 | Blackwood                                       | Adam Winpenny | Wildcard Films                                                                                   | — |
| 2013 | Beyond: Two Souls                               | David Cage | Quantic Dream                                                                                    | Terminó la banda sonora debido a la muerte de Normand Corbeil                                                                                 |
| 2013 | Skylanders: Swap Force                          | — | Activision                                                                                       | — |
| 2014 | Hijo de Dios                                    | Christopher Spencer                                                                                              | 20th Century Fox                                                                                 | Con Hans Zimmer y Lisa Gerrard |
| 2014 | The Distortion of Sound                         | Jacob Rosenberg                                                                                                  | Harman International Industries                                                                  | — |
| 2014 | Skylanders: Trap Team                           | — | Activision                                                                                       | — |
| 2014 | Los pingüinos de Madagascar                     | Simon J. Smith Eric Darnell                                                                                      | 20th Century Fox DreamWorks Animation Pacific Data Images                                        | — |
| 2015 | Home                                            | Tim Johnson | 20th Century Fox DreamWorks Animation                                                            | Banda sonora compuesta junto a Stargate |
| 2015 | A.D. The Bible Continues                        | Roma Downey, Mark Burnett y Richard Bedser                                                                       | LightWorkers Media                                                                               | Con Hans Zimmer |
| 2015 | Terminator Génesis                              | Alan Taylor | Skydance Productions Paramount Pictures                                                          | Reemplazando a Christophe Beck Hans Zimmer fue productor ejecutivo de la banda sonora Música adicional de Dieter Hartmann y Andrew Kawczynski |
| 2015 | Captive                                         | Jerry Jameson | Paramount Pictures                                                                               | |
| 2015 | Skylanders: SuperChargers                       | | Activision                                                                                       | Música adicional de Max Aruj, Steffen Thum y Thomas Farnon                                                                                    |
| 2016 | 13 Horas: Los soldados secretos de Bengasi      | Michael Bay | 3 Arts Entertainment Paramount Pictures                                                          | Hans Zimmer fue productor ejecutivo de la banda sonora                                                                                        |
| 2016 | Kung Fu Panda 3                                 | Jennifer Yuh Nelson, Alessandro Carloni                                                                          | DreamWorks Animation                                                                             | Sólo como productor Banda sonora compuesta por Hans Zimmer                                                                                    |
| 2016 | Marcella                                        | Charles Martin                                                                                                   | Buccaneer Media                                                                                  | |
| 2016 | Skylanders: Imaginators                         | | Activision                                                                                       | |
| 2017 | The Lego Batman Movie                           | Chris McKay | Vertigo Entertainment Animal Logic DC Entertainment Warner Animation Group Warner Bros. Pictures | |
| 2017 | Ghost in the Shell                              | Rupert Sanders                                                                                                   | DreamWorks Pictures Paramount Pictures                                                           | Con Clint Mansell |
| 2017 | Genius                                          | Ron Howard | National Geographic Fox 21 Television Studios OddLot Entertainment                               | |
| 2017 | The Florida Project                             | Sean Baker | Freestyle Picture Company Sweet Tomato Films June Pictures Cre Film A24                          | |
| 2017 | Geostorm                                        | Dean Devlin | Electric Entertainment Skydance Media Warner Bros.                                               | Reemplazando a Pinar Toprak |
| 2017 | Rakka                                           | Neill Blomkamp                                                                                                   | Oats Studios                                                                                     | Cortometraje |
| 2018 | 12 Strong                                       | Nicolai Fuglsig                                                                                                  | Alcon Entertainment Black Label Media Jerry Bruckheimer Films Warner Bros. Pictures              | |
| 2018 | The Hurricane Heist                             | Rob Cohen | Entertainment Studios                                                                            | |
| 2018 | Pacific Rim: Uprising                           | Steven S. DeKnight                                                                                               | Legendary Entertainment Universal Pictures                                                       | Reemplazando a John Paesano |
| 2018 | Mission: Impossible - Fallout                   | Christopher McQuarrie                                                                                            | Paramount Pictures                                                                               | Reemplazando a Joe Kraemer |
| 2019 | La materia oscura (serie televisiva)            | Jack Thorne, Tom Hooper, Otto Bathurst, Jamie Childs, Euros Lyn, Dawn Shadforth, William McGregor, Leanne Welham | HBO, BBC One                                                                                     | |
| 2019 | Gemini Man                                      | Ang Lee | Paramount Pictures                                                                               | Reemplazando a Marco Beltrami |
| 2019 | 6 Underground                                   | Michael Bay | Netflix                                                                                          | |
| 2019 | Jungleland                                      | Max Winkler | Netflix                                                                                          | |
| 2020 | Bad Boys for Life                               | Adil El Arbi and Bilall Fallahy Bilall Fallah                                                                    | Columbia Pictures                                                                                | |
| 2020 | Songbird                                        | Adam Mason | STX Films                                                                                        | |
| 2021 | The Tomorrow War                                | Chris McKay | Skydance Media Phantom Four Films Lit Entertainment Group                                        | |
| 2021 | Black Widow                                     | Cate Shortland                                                                                                   | Walt Disney Studios Motion Pictures Marvel Studios                                               | Reemplazando a Alexandre Desplat |
| 2021 | La rueda del tiempo                             | Uta Briesewitz                                                                                                   | Sony Pictures Television Amazon Studios                                                          | [ 2 ] |
| 2022 | Top Gun: Maverick                               | Joseph Kosinski                                                                                                  | Paramount Pictures                                                                               | Ayudo a componer los temas «Darkstar» «Dagger One Is Hit / Time to Let Go» y «Tally Two / What's the Plan / F-14»                             |
| 2022 | Black Adam                                      | Jaume Collet-Serra                                                                                               | Warner Bros. Pictures                                                                            | |
| 2022 | Ticket to Paradise                              | Ol Parker | Universal Pictures                                                                               | |
| 2023 | Transformers: Rise of the Beasts                | Steven Caple Jr.                                                                                                 | Paramount Pictures                                                                               | |
| 2023 | Mission: Impossible - Dead Reckoning - Part One | Christopher McQuarrie                                                                                            | Paramount Pictures                                                                               | [ 3 ] |
| 2023 | La vida en nuestro planeta                      | Adam Chapman, Gisle Sverdrup, Sophie Lanfear, Barny Revill, Nick Shoolingin-Jordan                               | Amblin Entertainment                                                                             | |
| 2024 | Beverly Hills Cop: Axel F                       | Mark Molloy | Jerry Bruckheimer Films                                                                          | [ 4 ] |
| 2024 | Mission: Impossible - Dead Reckoning Part Two   | Christopher McQuarrie                                                                                            | Paramount Pictures                                                                               | [ 5 ] |
| 2024 | Carry-On                                        | Jaume Collet-Serra                                                                                               | Dylan Clark Productions DreamWorks Pictures                                                      | |